# (68539) 2001 WL2
2001 دابليو أل 2 (ويعرف أيضًا باسم (68539) 2001 دابليو أل 2 وفق تسمية الكوكب الصغير) (بالإنجليزية: 2001 WL2)‏ هو كويكب ضمن حزام الكويكبات؛ وترتيبه 68539 من حيث الاكتشاف.
اكتُشف هذا الجُرم الفلكي بواسطة Peter Kušnirák ‏ في 17 نوفمبر 2001.

## وصلات خارجية
- (68539) 2001 WL2 في قاعدة بيانات مختبر الدفع النفاث لأجرام النظام الشمسي الصغيرة

- الاكتشاف · مخطط المدار ·  العناصر المدارية · المعلمات المادية

- (68539) 2001 WL2 على موقع ويكي سكاي: DSS2, SDSS, GALEX, IRAS, Hydrogen α, X-Ray, Astrophoto, Sky Map, Articles and images